# Устенка
Устенка (устар. Сосонка) — река в Ленинградской и Вологодской областях России, правый приток Чагодощи.
Река Сосонка берёт исток в болотистой незаселённой местности на юго-востоке Бокситогорского района Ленинградской области и течёт на юг. В нижнем течении на территории Чагодощенского района Вологодской области называется Устенка. Впадает в Чагодощу в 142 км от её устья рядом с деревнями Оксюково, Анисимово и посёлком Первомайский.
Длина реки составляет 18 км, площадь водосборного бассейна — 80,1 км².

## Данные водного реестра
По данным государственного водного реестра России относится к Верхневолжскому бассейновому округу, водохозяйственный участок реки — Молога от истока и до устья, речной подбассейн реки — Реки бассейна Рыбинского водохранилища. Речной бассейн реки — (Верхняя) Волга до Куйбышевского водохранилища (без бассейна Оки).